# Poutevaïa Ousadba 9 km jeleznoï dorogi Louostari-Nikel
Poutevaïa Ousadba 9 km jeleznoï dorogi Louostari-Nikel (en russe : Путевая Усадьба 9 км железной дороги Луостари-Никель) est une localité du raïon de Petchenga de l'oblast de Mourmansk, en Russie arctique. Elle est inhabitée.

## Géographie
Le village de Poutevaïa Ousadba 9 km jeleznoï dorogi Louostari-Nikel se situe dans l'oblast de Mourmansk, un oblast de la Laponie, en Russie arctique, et il fait partie du district fédéral du Nord-Ouest. Le village fait partie du raïon de Petchenga, le raïon de l'oblast, avec Petchenga comme centre administratif.  
Poutevaïa Ousadba 9 km jeleznoï dorogi Louostari-Nikel, comme tout l'oblast de Mourmansk, est située dans le fuseau horaire MSK (heure de Moscou). Le décalage horaire appliqué par rapport au temps universel coordonné est +03:00.

## Démographie
Recensements (*) et estimations de la population,:
| 2002 * | 2010* | - | - |
| ------ | ----- | - | - |
| 0      | 0     | - | - |